# Adel Boutobba
Adel Boutobba, né le 16 juillet 1977  à Marseille, est un footballeur français. Il a évolué au poste de milieu de terrain du milieu des années 1990 au début des années 2000.

## Biographie
Il joue 34 matchs en Division 1 et 39 matchs en Division 2.

## Palmarès
- Coupe Gambardella : Vainqueur en 1995 avec l'Association sportive de Cannes football
- Tournoi de Toulon : Vainqueur en 1997 avec l'Équipe de France de football des moins de 20 ans